# Jacob Theodor Klein
Pour les articles homonymes, voir Klein.
Jacob Theodor Klein (ou Jacobus Theodorus Klein) est un naturaliste prussien, né le 15 août 1685 à Königsberg et mort le 27 février 1759 à Dantzig.

## Biographie
Il travaille au sénat de Dantzig et se constitue un important cabinet de curiosités. Il a aussi été correspondant de Friedrich Christian Lesser (1692-1754). Il fonde le jardin botanique d'Oliwa (pl). Il est devenu plus tard un membre de la Royal Society (en 1729). Son neveu, Daniel Gralath, fut également maire de Gdańsk. Il bâtit un système de classification se voulant être le rival de celui de Carl von Linné (1707-1778).
Ses nombreux livres sont des compilations. Il utilise notamment les illustrations des ouvrages d'Albertus Seba (1655-1736) et des premières éditions des ouvrages de Linné. Il ne suit que très partiellement le système de taxinomie binomiale linnéen.
Parmi ses ouvrages, citons notamment Summa Dubiorum Circa Classes Quadrupedum et Amphibiorum (1743) et Tentamen Herpetologiae (1755). C'est dans cet ouvrage qu'il utilise, pour la première fois, le terme d'herpétologie mais sa délimitation des reptiles est encore floue puisqu'il regroupe avec eux des animaux comme les vers et exclut les grenouilles, les tortues et les lézards. Sa définition est ainsi formulée :
«  Herpeta sunt animantia apeda, corpore elongata, quod volutum et flexuose loco malium movetur et sinuosum quiescit. »
«  Les Herpeta ou animaux sans pattes et rampants sont divisés en deux ordres : les Anguis, qui comprend tous les serpents et reptiles sans pattes et les vermis qui rassemble tous les vers. »
Il fait une œuvre pionnière sur les oursins avec la publication de Naturalis dispositio Echinodermatum (Dantzig), une version enrichie est publiée par Nathanael Gottfried Leske (1751-1786) en 1778 sous le titre de Iacobi Theodori Klein naturalis dispositio echinodermatum, edita et descriptionibus novisque inventis et synonymis auctorum et aucta a N. G. Leske (G.E. Beer, Leipzig). Historia Naturalis Piscium qu'il publie vers 1745 ne constitue pas un immense progrès pour la connaissance des poissons et notamment par rapport au catalogue de Guillaume Rondelet (1507-1566).

## Liste partielle des publications
- Natürliche Ordnung und vermehrte Historie der vierfüssigen Thiere. Schuster, Danzig 1760 p.m.
- Vorbereitung zu einer vollständigen Vögelhistorie. Schmidt, Leipzig, Lübeck 1760 p.m.
- Stemmata avium. Holle, Leipzig 1759.
- Tentamen herpetologiae. Luzac jun., Leyde, Göttingen 1755.
- Doutes ou observations de M. Klein, sur la revûe des animaux, faite par le premier homme, sur quelques animaux des classes des quadrupedes & amphibies du système de la nature, de M. Linnaeus. Bauche, Paris 1754.
- Ordre naturel des oursins de mer et fossiles, avec des observations sur les piquans des oursins de mer, et quelques remarques sur les bélemnites ... Bauche, Paris 1754.
- Tentamen methodi ostracologicæ  sive  Dispositio naturalis cochlidum et concharum in suas classes, genera et species. Wishoff, Leyde, 1753.
- Quadrupedum dispositio brevisque historia naturalis. Schmidt, Leipzig 1751.
- Historiae avium prodromus. Schmidt, Lübeck 1750.
- Mantissa ichtyologica de sono et auditu piscium  sive  Disquisitio rationum, quibus autor epistolae in Bibliotheca Gallica de auditu piscium, omnes pisces mutos surdosque esse, contendit. Leipzig 1746.
- Historiæ piscium naturlais promovendæ missus quartus de piscibus per branchias apertas spirantibus ad justum numerum et ordinem redigendis. Gleditsch & Schreiber, Leipzig, Danzig 1744.
- Summa dubiorum circa classes quadrupedum et amphibiorum in celebris domini Caroli Linnaei systemate naturae. Leipzig, Danzig 1743.
- Naturalis dispositio echinodermatum. Schreiber, Danzig 1734.
- Descriptiones tubulorum marinorum. Knoch, Danzig 1731.
- An Tithymaloides. Schreiber, Danzig 1730.
- 1777 : Neuer Schauplatz der Natur, nach den Richtigsten Beobachtungen und Versuchen, in alphabetischer Ordnung, vorgestellt durch eine Gesellschaft von Gelehrten. Weidmann, Leipzig. v. 4 : 1–874.

- Avec Friedrich Christian Lesser Kurtzer Entwurff einer Lithotheologie. Nordhausen 1732
- Avec Friedrich Christian Lesser Testaceo-Theologia. Blochberger, Leipzig, Francfort 1744–70.